# کالووو (بلغارستان)
کالووو (به بلغاری: Kalovo) یک منطقهٔ مسکونی در بلغارستان است که در استان بورگاس واقع شده‌است.